# Mittelhof (Offenhausen)
Mittelhof ist ein Gemeindeteil der Gemeinde Offenhausen im Landkreis Nürnberger Land (Mittelfranken, Bayern). Mittelhof liegt in der Gemarkung Kucha.

## Lage
Der Weiler liegt am westlichen Rand von Kucha am Fuße des Asselbergs (554 m ü. NHN) an der Straße nach Oberndorf.

## Geschichte
Am östlichen Ortsende von Mittelhof befindet sich die abgegangene Turmhügelburg im Sauanger, unmittelbar südlich der Gemeindeverbindungsstraße nach Dippersricht. Es handelte sich um eine Turmhügelburg, von der im Jahr 1959 noch der Hügel mit einem Plateaudurchmesser von etwa acht Metern und Spuren eines Ringgrabens erhalten waren. Nach dem Jahr 1959 wurde der Turmhügel beim Bau einer Straße und eines Wohnhauses erheblich beschädigt, so dass er heute kaum noch erkenntlich ist.
Die Turmhügelburg war wohl der Sitz des Ortsadels, Ende des 13. Jahrhunderts sind fünf Ministerialen in Kucha nachweisbar. Wem diese niederadeligen Familien einst dienten, ist unbekannt, möglicherweise den Schenken von Reicheneck auf ihrer gleichnamigen Burg Reicheneck, heute über dem Happurger See gelegen. Die Dienstmannen dieses Geschlechtes sind z. B. in den Dörfern Birkensee, Egensbach oder Offenhausen bei Engelthal häufig im Hammerbachtal anzutreffen. Möglicherweise kann die heute als Burgstall im Sauanger bezeichnete Anlage aber auch als vorgeschobene Warte der nahen Burg Hohenkuchen gedient haben, sie lag in etwa 650 Meter Entfernung in östlicher Richtung auf dem Schlossberg. Auch sie ist heute völlig verschwunden, nur ein Ringgraben mit Außenwall ist von ihr noch sichtbar.